# Otto Stoll
Otto Stoll (Frauenfeld, 29 december 1849 - Zürich, 18 juni 1922) was een Zwitsers arts, taalkundige, etnoloog, geograaf en conservator.

## Biografie
Otto Stoll was een zoon van post- en spoorwegenbestuurder Georg Stoll en van Catherine Louise Vogler. Hij trad tweemaal in het huwelijk, een eerste maal in 1875 met Susanna Bär en een tweede maal in 1903 met Maria Luise Hagenbuch.
Stoll studeerde tussen 1868 en 1873 geneeskunde aan de Universiteit van Zürich. In 1873 nam hij deel aan het staatsexamen en in 1877 behaalde hij een doctoraat. Vervolgens was hij korstondig als arts actief in Mettmenstetten, Zürich en Klosters. In 1878 vertrok hij naar Guatemala, waar hij tot 1883 zou verblijven. In Guatemala deed hij onderzoek naar de lokale etniciteit. Later zou hij werken publiceren over de etnologie en de talen in het land.
Na zijn terugkomst werd Stoll in 1884 docent in de etnologie en de antropologie aan de Universiteit van Zürich. Hij werd later gewoon hoogleraar aardrijkskunde aan deze universiteit. Van 1886 tot 1894 onderwees hij ook aardrijkskunde aan de Federale Polytechnische Hogeschool van Zürich.
Stoll was in 1888 mede-oprichter van de Ethnographische Gesellschaft in Zürich. Van 1889 tot 1898 was hij de eerste directeur van de Sammlung für Völkerkunde. Nadien was hij van 1898 tot 1919 conservator van het Etnografisch Museum van de Universiteit van Zürich.
Hij overleed in Zürich in 1922 op 72-jarige leeftijd.

## Werken
- Zur Ethnographie der Republik Guatemala, 1884.
- Guatemala: Reisen und Schilderungen aus den Jahren 1878–1883, 1886.
- Biologia Centrali-Americana/ Arachnida – Acaridea, 1886–1893.
- Die Sprache der Ixil-Indianer: ein Beitrag zur Ethnologie und Linguistik der Maya-Völker, 1887.
- Die Sprache der Ixil-Indianer/Nebst einem Anhang/Wortverzeichnisse aus dem nordwestlichen Guatemala, 1887.
- Suggestion und Hypnotismus in der Völkerpsychologie, 1894.
- Zur Zoogeographie der landbewohnenden Wirbellosen, 1897.
- Das Geschlechtsleben in der Völkerpsychologie, 1908
- Zur Kenntnis des Zauberglaubens der Volksmagie und Volksmedizin in der Schweiz, 1909.